# IIe législature d'Espagne
La IIe législature d'Espagne (en espagnol : ii legislatura de España) est un cycle parlementaire des Cortes Generales, ouvert le 18 novembre 1982 à la suite des élections générales anticipées du 28 octobre et conclu avec la dissolution des chambres le 23 avril 1986, qui conduit à l'organisation des élections générales anticipées du 22 juin 1986.
Elle suit la Ire législature et précède la IIIe législature. Le Parti socialiste ouvrier espagnol (PSOE) et le Parti des socialistes de Catalogne (PSC) détiennent ensemble la majorité absolue au Congrès des députés et au Sénat. Le socialiste Felipe González est président du gouvernement pendant toute la durée de la législature, à la tête de son premier gouvernement.

## Bureau des assemblées

### Du Congrès
Le bureau du Congrès rassemble le président, quatre vice-présidents et quatre secrétaires. Le président est élu à la majorité absolue des députés au premier tour, à la majorité simple au second entre les deux candidats ayant recueilli le plus grand nombre de suffrages lors du premier vote. Les vice-présidents et secrétaires sont élus à la majorité simple : les quatre candidats qui obtiennent le plus grand nombre de voix sont proclamés élus.
| Fonction                  | Titulaire | Titulaire                       | Parti | Circonscription |
| ------------------------- | --------- | ------------------------------- | ----- | --------------- |
| Président                 |           | Gregorio Peces-Barba            | PSOE  | Valladolid      |
| Premier vice-président    |           | Leopoldo Torres                 | PSOE  | Guadalajara     |
| Deuxième vice-présidente  |           | Antonio Carro Martínez          | AP    | Lugo            |
| Troisième vice-présidente |           | Josep Verde Aldea               | PSC   | Barcelone       |
| Quatrième vice-président  |           | José Miguel Bravo de Laguna     | UCD   | Las Palmas      |
| Premier secrétaire        |           | Ciriaco de Vicente              | PSOE  | Salamanque      |
| Deuxième secrétaire       |           | María Victoria Fernández-España | AP    | La Corogne      |
| Troisième secrétaire      |           | José Manuel Pedregosa           | PSOE  | Jaén            |
| Quatrième secrétaire      |           | Josep María Trías de Bes        | CDC   | Barcelone       |

### Du Sénat
Le bureau du Sénat rassemble le président, deux vice-présidents et quatre secrétaires. Le président est élu à la majorité absolue des sénateurs au premier tour, à la majorité simple au second entre les deux candidats ayant recueilli le plus grand nombre de suffrages lors du premier vote. Les vice-présidents et secrétaires sont élus à la majorité simple : les deux (vice-présidences) ou quatre (secrétariats) candidats qui obtiennent le plus grand nombre de voix sont proclamés élus.
| Fonction                 | Titulaire | Titulaire                     | Parti | Circonscription |
| ------------------------ | --------- | ----------------------------- | ----- | --------------- |
| Présidente               |           | José Federico de Carvajal     | PSOE  | Madrid          |
| Première vice-présidente |           | Arturo Lizón Giner            | PSOE  | Alicante        |
| Deuxième vice-président  |           | Juan Carlos Guerra Zunzunegui | AP    | Palencia        |
| Premier secrétaire       |           | José Luis Rodríguez Pardo     | PSOE  | La Corogne      |
| Deuxième secrétaire      |           | Lucía Urcelay                 | PSOE  | Alava           |
| Troisième secrétaire     |           | Ignacio Gaminde               | PP    | Pays basque     |
| Quatrième secrétaire     |           | Fernando Gil Nieto            | AP    | Salamanque      |

## Groupes parlementaires

### Congrès des députés
Le règlement du Congrès des députés dispose que les députés pourront former des groupes parlementaires, à condition que chacun d'entre eux compte au moins 15 membres. Toutefois, un ou plusieurs partis politiques ayant obtenu au moins cinq sièges et réuni soit 15 % des suffrages exprimés dans les circonscriptions où ils se présentaient soit 5 % des voix sur l'ensemble du territoire espagnol, peuvent former un groupe parlementaire. Les députés appartenant à un même parti ou à deux partis qui ne se sont pas affrontés devant les électeurs ne peuvent former de groupes parlementaires séparés.
| Nom | Nom                                                    | Députés   | Députés   | Partis | Partis  | Porte-parole                                                  |
| Nom | Nom                                                    | Début     | Fin       | Partis | Partis  | Porte-parole                                                  |
| --- | ------------------------------------------------------ | --------- | --------- | ------ | ------- | ------------------------------------------------------------- |
|     | Socialiste Grupo Parlamentario Socialista del Congreso | 202 / 350 | 202 / 350 |        | PSOE    | Javier Sáenz de Cosculluela Eduardo Martín Toval (23/07/1985) |
|     | Socialiste Grupo Parlamentario Socialista del Congreso | 202 / 350 | 202 / 350 | PSC    |         | Javier Sáenz de Cosculluela Eduardo Martín Toval (23/07/1985) |
|     | Socialiste Grupo Parlamentario Socialista del Congreso | 202 / 350 | 202 / 350 | PAD    |         | Javier Sáenz de Cosculluela Eduardo Martín Toval (23/07/1985) |
|     | Populaire Grupo Parlamentario Popular del Congreso     | 106 / 350 | 103 / 350 |        | AP      | Manuel Fraga                                                  |
|     | Populaire Grupo Parlamentario Popular del Congreso     | 106 / 350 | 103 / 350 | PDP    |         | Manuel Fraga                                                  |
|     | Populaire Grupo Parlamentario Popular del Congreso     | 106 / 350 | 103 / 350 | UPN    |         | Manuel Fraga                                                  |
|     | Populaire Grupo Parlamentario Popular del Congreso     | 106 / 350 | 103 / 350 | PAR    |         | Manuel Fraga                                                  |
|     | Populaire Grupo Parlamentario Popular del Congreso     | 106 / 350 | 103 / 350 | UV     |         | Manuel Fraga                                                  |
|     | Centriste Grupo Parlamentario Centrista                | 12 / 350  | 11 / 350  |        | UCD     | Landelino Lavilla Luis Ortiz (27/10/1983)                     |
|     | Minorité catalane Grupo Parlamentario Minoría Catalana | 12 / 350  | 12 / 350  |        | CDC     | Miquel Roca                                                   |
|     | Minorité catalane Grupo Parlamentario Minoría Catalana | 12 / 350  | 12 / 350  | UDC    |         | Miquel Roca                                                   |
|     | Basque Grupo Parlamentario Vasco (PNV)                 | 8 / 350   | 8 / 350   |        | EAJ/PNV | Marcos Vizcaya                                                |
|     | Mixte Grupo Parlamentario Mixto                        | 10 / 350  | 14 / 350  |        | PCE     | Poste tournant                                                |
|     | Mixte Grupo Parlamentario Mixto                        | 10 / 350  | 14 / 350  | CDS    |         | Poste tournant                                                |
|     | Mixte Grupo Parlamentario Mixto                        | 10 / 350  | 14 / 350  | HB     |         | Poste tournant                                                |
|     | Mixte Grupo Parlamentario Mixto                        | 10 / 350  | 14 / 350  | ERC    |         | Poste tournant                                                |
|     | Mixte Grupo Parlamentario Mixto                        | 10 / 350  | 14 / 350  | EE     |         | Poste tournant                                                |

### Sénat
Le règlement du Sénat dispose que les sénateurs pourront former des groupes parlementaires, à condition que chacun d'entre eux compte au moins dix membres. Un groupe dont le nombre de sénateurs passe en dessous de six est dissous jusqu'à la clôture de la session en cours. Les sénateurs ayant participé aux élections au nom d'un même parti, d'une même fédération, d'une même coalition ou d'un même groupement ne peuvent former de groupes parlementaires séparés.
| Nom | Nom                                                          | Sénateurs | Sénateurs | Partis | Partis  | Porte-parole          |
| Nom | Nom                                                          | Début     | Fin       | Partis | Partis  | Porte-parole          |
| --- | ------------------------------------------------------------ | --------- | --------- | ------ | ------- | --------------------- |
|     | Socialiste Grupo Parlamentario Socialista                    | 142 / 227 | 154 / 251 |        | PSOE    | Juan José Laborda     |
|     | Socialiste Grupo Parlamentario Socialista                    | 142 / 227 | 154 / 251 | PSC    |         | Juan José Laborda     |
|     | Populaire Grupo Parlamentario Popular                        | 56 / 227  | 66 / 251  |        | AP      | Juan de Arespacochaga |
|     | Populaire Grupo Parlamentario Popular                        | 56 / 227  | 66 / 251  | PDP    |         | Juan de Arespacochaga |
|     | Populaire Grupo Parlamentario Popular                        | 56 / 227  | 66 / 251  | UPN    |         | Juan de Arespacochaga |
|     | Populaire Grupo Parlamentario Popular                        | 56 / 227  | 66 / 251  | PAR    |         | Juan de Arespacochaga |
|     | Sénateurs basques Grupo Parlamentario de Senadores Vascos    | 9 / 227   | 9 / 251   |        | EAJ/PNV | Carmelo Renobales     |
|     | La Catalogne au Sénat Grupo Parlamentario Catalunya al Senat | 9 / 227   | 7 / 251   |        | CDC     | Ramón Sala            |
|     | La Catalogne au Sénat Grupo Parlamentario Catalunya al Senat | 9 / 227   | 7 / 251   | UDC    |         | Ramón Sala            |
|     | Mixte Grupo Parlamentario Mixto                              | 11 / 227  | 15 / 251  |        | UCD     | Poste tournant        |
|     | Mixte Grupo Parlamentario Mixto                              | 11 / 227  | 15 / 251  | PCE    |         | Poste tournant        |
|     | Mixte Grupo Parlamentario Mixto                              | 11 / 227  | 15 / 251  | ERC    |         | Poste tournant        |
|     | Mixte Grupo Parlamentario Mixto                              | 11 / 227  | 15 / 251  | CG     |         | Poste tournant        |

## Gouvernement et opposition
| Statut              | Poste                     | Titulaire | Titulaire                                                          |
| ------------------- | ------------------------- | --------- | ------------------------------------------------------------------ |
| Gouvernement : PSOE | Président du gouvernement |           | Felipe González                                                    |
| Gouvernement : PSOE | Ministre de la Présidence |           | Javier Moscoso                                                     |
| Gouvernement : PSOE | Porte-parole au Congrès   |           | Javier Sáenz de Cosculluela Eduardo Martín Toval (23 juillet 1985) |
| Gouvernement : PSOE | Porte-parole au Sénat     |           | Juan José Laborda                                                  |
|                     |                           |           |                                                                    |
| Opposition : AP     | Président de l'AP         |           | Manuel Fraga                                                       |
| Opposition : AP     | Porte-parole au Congrès   |           | Manuel Fraga                                                       |
| Opposition : AP     | Porte-parole au Sénat     |           | Juan de Arespacochaga                                              |

### Investiture
Le 1er décembre 1982, le candidat proposé par le roi, Felipe González, se soumet à un débat d'investiture. Sa candidature est acceptée, à la majorité absolue, lors du premier vote.
| Candidat               | Date                                         | Vote       |      |     |     |     |     |     |     |    |     |    | Résultat  |
| Candidat               | Date                                         | Vote       | PSOE | AP  | UCD | PCE | CiU | CDS | PNV | HB | ERC | EE | Résultat  |
| Felipe González (PSOE) | 1er décembre 1982 (majorité absolue requise) | Oui        | 201  |     |     | 3   |     | 2   |     |    |     | 1  | 207 / 350 |
| Felipe González (PSOE) | 1er décembre 1982 (majorité absolue requise) | Non        |      | 104 | 11  |     |     |     |     |    |     |    | 115 / 350 |
| Felipe González (PSOE) | 1er décembre 1982 (majorité absolue requise) | Abstention | 1    |     |     |     | 12  |     | 8   |    | 1   |    | 22 / 350  |
| Felipe González (PSOE) | 1er décembre 1982 (majorité absolue requise) | Absents    | 1    | 3   |     |     |     |     |     | 2  |     |    |           |

## Commissions parlementaires

### Au Congrès des députés
| Commission                                                     | Président | Président                                                                      | Circonscription        | Parti |
| -------------------------------------------------------------- | --------- | ------------------------------------------------------------------------------ | ---------------------- | ----- |
| Commissions permanentes législatives                           |           |                                                                                |                        |       |
| Commission constitutionnelle                                   |           | Landelino Lavilla                                                              | Madrid                 | UCD   |
| Commission constitutionnelle                                   |           | Vicente Sotillo (6 octobre 1983)                                               | Valence                | PSOE  |
| Commission des Affaires étrangères                             |           | Manuel Medina Ortega                                                           | Las Palmas             | PSOE  |
| Commission de la Justice et de l'Intérieur                     |           | Pablo Castellano Cardalliaguet Carlos Sanjuán (12 novembre 1985)               | Cáceres Málaga         | PSOE  |
| Commission de la Défense                                       |           | Guillermo Galeote                                                              | Cordoue                | PSOE  |
| Commission de l'Éducation et de la Culture                     |           | Rafael Ballesteros Durán                                                       | Málaga                 | PSOE  |
| Commission de l'Économie, du Commerce et des Finances          |           | Francisco Fernández Ordóñez Juan Ramallo Massanet (16 mars 1983)               | Madrid Îles Baléares   | PSOE  |
| Commission des Budgets                                         |           | Alfonso Osorio García                                                          | Madrid                 | AP    |
| Commission de l'Agriculture, de l'Élevage et de la Pêche       |           | Juan Luis Colino Salamanca                                                     | Valladolid             | PSOE  |
| Commission de l'Industrie, des Travaux publics et des Services |           | Josep María Triginer Fernández                                                 | Barcelone              | PSC   |
| Commission de la Politique sociale et de l'Emploi              |           | Jerónimo Saavedra Alejandro Cercas (29 juin 1983)                              | Las Palmas Madrid      | PSOE  |
| Commission du Régime des administrations publiques             |           | Luis Fajardo Spínola                                                           | Santa Cruz de Tenerife | PSOE  |
| Commissions permanentes non législatives                       |           |                                                                                |                        |       |
| Commission du Règlement                                        |           | Gregorio Peces-Barba                                                           | Valladolid             | PSOE  |
| Commission du Statut des députés                               |           | José Bono Vicente Sotillo (26 juillet 1983)                                    | Albacete Valence       | PSOE  |
| Commission des Pétitions                                       |           | Álvaro Cuesta                                                                  | Asturies               | PSOE  |
| Commission du contrôle parlementaire de RTVE                   |           | Carmen Llorca Villaplana                                                       | Madrid                 | AP    |
| Commission du Défenseur du peuple                              |           | Txiki Benegas Donato Fuejo Lago (7 juin 1984) Alfonso Lazo Díaz (20 mars 1985) | Alava Madrid Séville   | PSOE  |

### Au Sénat
| Commission | Président | Président                     | Circonscription | Parti |
| --- | --------- | ----------------------------- | --------------- | ----- |
| Commissions permanentes législatives |           |                               |                 |       |
| Commission de l'Agriculture et de la Pêche                                                                                                |           | Julián Santiago Bujalance     | Andalousie      | PSOE  |
| Commission des Affaires étrangères |           | Rafael Estrella Pedrola       | Grenade         | PSOE  |
| Commission des Affaires latino-américaines                                                                                                |           | José Prat                     | Madrid          | PSOE  |
| Commission des Autonomies, de l'Organisation et de l'Administration territoriale                                                          |           | Víctor Manuel Arbeloa Muru    | Navarre         | PSOE  |
| Commission de la Constitution |           | Ana María Ruiz-Tagle          | Séville         | PSOE  |
| Commission de la Défense |           | Josep Andreu Abelló           | Barcelone       | PSC   |
| Commission de l'Économie et des Finances                                                                                                  |           | Juan Rodríguez Doreste        | Grande Canarie  | PSOE  |
| Commission de l'Éducation, de l'Enseignement supérieur, de la Recherche et de la Culture                                                  |           | Carlos Barral Agesta          | Tarragone       | PSC   |
| Commission de l'Industrie, de l'Énergie, du Commerce et du Tourisme                                                                       |           | Antonio Ramis Rebassa         | Majorque        | PSOE  |
| Commission de la Justice |           | Mario García-Oliva Pérez      | Cantabrie       | PSOE  |
| Commission des Travaux publics, de l'Organisation du territoire, de l'Environnement, de l'Urbanisme, des Transports et des Communications |           | Amalia Miranzo Martínez       | Cuenca          | PSOE  |
| Commission de la Présidence et de l'Intérieur                                                                                             |           | Juan Antonio Arévalo Santiago | Valladolid      | PSOE  |
| Commission des Budgets |           | Miguel Arias Cañete           | Cadix           | AP    |
| Commission des Relations avec le Défenseur du peuple et des Droits humains                                                                |           | Antonio García Duarte         | Málaga          | PSOE  |
| Commission de la Santé et de la Sécurité sociale                                                                                          |           | Alberto de Armas García       | Tenerife        | PSOE  |
| Commission du Travail |           | José Cabrera Bazán            | Séville         | PSOE  |
| Commissions permanentes non législatives                                                                                                  |           |                               |                 |       |
| Commission du Règlement |           | José Luis Rodríguez Pardo     | La Corogne      | PSOE  |
| Commission des Incompatibilités |           | Nicolás Álvarez Álvarez       | Ávila           | PSOE  |
| Commission des Réclamations |           | José Herrero                  | Asturies        | PSOE  |
| Commission des Pétitions |           | Joaquín Martínez Bjorkman     | Cordoue         | PSOE  |

### Conjointes
| Commission                                                 | Président | Président         | Circonscription | Parti | Chambre |
| ---------------------------------------------------------- | --------- | ----------------- | --------------- | ----- | ------- |
| Commission pour les Relations avec le Tribunal des comptes |           | Leopoldo Torres   | Guadalajara     | PSOE  | Congrès |
| Commission pour les Communautés européennes                |           | Josep Verde Aldea | Barcelone       | PSC   | Congrès |